# Doi Toshikatsu
Doi Toshikatsu (土井 利勝 19 tháng 4 năm 1573 - 12 tháng 8 năm 1644) là một quan chức cấp cao phục vụ trong những năm đầu của Mạc phủ Tokugawa ở Nhật Bản. Ông cũng là một trong những cố vấn quan trọng của tướng quân Hidetada.